# Цеков, Сергей Павлович
Серге́й Па́влович Це́ков (укр. Сергій Павлович Цеков; род. 28 сентября 1953, Симферополь) — украинский и российский политик. Первый заместитель Председателя Государственного Совета Республики Крым. 
Сенатор Совета Федерации Федерального собрания Российской Федерации от законодательной власти Республики Крым с 26 марта 2014 года по 10 сентября 2024 года.
В 1994—1995 годах — председатель Верховного Совета Автономной Республики Крым. С мая 2003 года по настоящее время — председатель общественной организации «Русская община Крыма».
Из-за аннексии Крыма и вторжения России на Украину находится под персональными санкциями 27 стран ЕС, Великобритании, США, Канады, Швейцарии, Австралии, Японии, Украины, Новой Зеландии.

## Биография
«Отец — Цеков Павел Петрович, несмотря на 8 классов образования, на пенсию ушёл инженером-геодезистом. Мать Цекова (в девичестве Кремнёва) Юлия Дмитриевна, работала на разных работах, последнее место работы — няня в детском саду. Есть в истории моей семьи особый для Крыма штрих — мой прадед по линии матери, грек по национальности, Павел Иванович Мухлади, был в 44 году выслан из Крыма и умер на Урале, но прабабушка Анна Фёдоровна и все их дети (а их было тринадцать), внуки остались в Крыму», — вспоминает С. П. Цеков.
- Детство прошло в деревне Кермачи на территории нынешнего Красногвардейского района, где проживали родители матери.
- В школу пошёл в г. Симферополе.
- В 1960—1968 годах — учёба в восьмилетней школе № 6 г. Симферополя.
- В 1968—1970 годах — учёба в школе № 31 г. Симферополя.
- В 1970—1971 годах — слесарь-электрообмотчик Центральных ремонтных мастерских, г. Симферополь.
- В 1971—1977 годах — Крымский медицинский институт, лечебный факультет.[источник не указан 810 дней]
- В 1977—1979 годах — врач-хирург в Джанкойской, а в 1979—1994 годах — Сакской центральных районных больницах. За время работы сделал более двух с половиной тысяч хирургических операций.[источник не указан 810 дней]
- Народный депутат Украины 1-го созыва, 1990 годВ 1990—1994 годах — народный депутат УССР / Украины I-го созыва (кандидатом в депутаты выдвинут трудовым коллективом Сакского раймедобъединения).[источник не указан 810 дней]

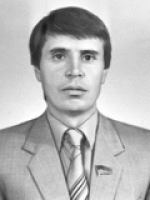
Народный депутат Украины 1-го созыва, 1990 год

- С мая 1994 года по июль 1995 года — Председатель Верховного Совета Республики Крым.[источник не указан 810 дней]
- В 1995—1998 годах — депутат Верховного Совета АР Крым на постоянной профессиональной основе.[источник не указан 810 дней]
- В 1999—2003 годах — первый заместитель председателя, исполнительный директор Русской общины Крыма.[источник не указан 810 дней]
- C мая 2003 года по настоящее время — председатель Русской общины Крыма.[источник не указан 810 дней]
- С мая 2006 года по октябрь 2009 года и с марта по ноябрь 2010 года — первый заместитель Председателя Верховного Совета Автономной Республики Крым.[источник не указан 810 дней]
- С ноября 2010 года по февраль 2014 года — председатель Постоянной комиссии Верховного Совета Автономной Республики Крым по культуре (до апреля 2011 года носила название Постоянной комиссии по культуре, делам молодёжи и спорту).[источник не указан 810 дней]
- 1 ранг государственного служащего Украины.
- С 28 февраля по 26 марта 2014 года — заместитель Председателя крымского парламента: Верховного Совета Автономной Республики Крым[5], Государственного Совета Республики Крым (с 17 марта 2014 года). 17 марта 2014 года, в связи с провозглашением независимости Крыма крымский парламент сменил своё название на Государственный Совет Республики Крым[6].
- После аннексии Крыма Российской Федерацией, 21 марта 2014 года Президиум Государственного Совета Республики Крым принял решение наделить полномочиями члена Совета Федерации Российской Федерации Сергея Цекова. Государственный совет Республики Крым утвердил данное решение 26 марта 2014 года[7].
- 7 апреля 2014 года стал первым заместителем секретаря крымского регионального отделения партии «Единая Россия»[8].
- Депутаты Государственного Совета Республики Крым трижды наделяли Сергея Цекова полномочиями члена Совета Федерации Федерального Собрания Российской Федерации от законодательного (представительного) органа государственной власти Республики Крым: 26 марта 2014 года; 24 сентября 2014 года, после выборов в Госсовет Республики Крым 2014 года[9]; 24 сентября 2019 года, после выборов в Госсовет Республики Крым 2019 года[10]. 10 сентября 2024 года Сергей Цеков сложил полномочия сенатора РФ в связи с избранием его депутатом Государственного Совета Республики Крым[3].
- По итогам выборов депутатов Государственного Совета Республики Крым от 6 - 8 сентября 2024 года Сергей Цеков был избран депутатом Государственного Совета Республики Крым третьего созыва (2024-2029 гг.).
- 12 сентября 2024 года депутаты Госсовета Крыма на своем первом заседании в новом созыве избрали Сергея Цекова Первым заместителем Председателя Государственного Совета Республики Крым[1].
- Женат, есть сын.

## Общественно-политическая деятельность
- В 1980-е годы являлся секретарём комитета комсомола, секретарём партийного комитета Сакского раймедобъединения. В июле 1990 года, согласно воспоминаниям С.П. Цекова, он вышел из КПСС в знак протеста против голосования депутатов-коммунистов в Верховном Совете Украины за Декларацию о государственном суверенитете Украины[11].
- народный депутат УССР / Украины I-го созыва 1990—1994 (кандидатом в депутаты выдвинут трудовым коллективом Сакского раймедобъединения[источник не указан 765 дней]).
- 1993—1994 — заместитель председателя, 1994—1997 — председатель Республиканской партии Крыма (партии РДК).
- Депутат Верховного Совета Республики Крым 2-го (1994—1998), 4-го (2002—2006), 5-го (2006—2010), 6-го (2010—2015) созывов. Депутат Государственного Совета Республики Крым 1-го (2014-2019), 2-го (2019-2024) созывов.
- 1993—1999 — заместитель председателя Русской общины Крыма, 1999—2003 — первый заместитель председателя, исполнительный директор Русской общины Крыма, с мая 2003 — председатель Русской общины Крыма.
- 2000—2010 гг. — заместитель Председателя «Русской общины Украины».
- 2001—2010 гг. — член Президиума «Русского движения Украины».
- 2003—2005 гг. — заместитель председателя Всеукраинской партии «Русский блок».
- 2005—2009 гг. — член Партии регионов, 2005—2009 — первый заместитель председателя Крымской республиканской организации Партии регионов.
- с января 2004 года — член правления, с декабря 2008 года — заместитель председателя президиума Международного совета российских соотечественников.
- 2007—2014 гг. — член Всемирного координационного совета российских соотечественников.

* 2009—2014 гг. — сопредседатель Всекрымского общественно-политического движения «Русское единство».
* 2010—2014 гг. — первый заместитель председателя политической партии «Русское единство».
* 2010—2014 гг. — заместитель председателя Всеукраинского координационного совета организаций российских соотечественников.
* 2011—2014 гг. — председатель Крымского координационного совета организаций российских соотечественников.
Сергей Цеков, являясь депутатом Верховного Совета Украины от Крыма, голосовал 16 июля 1990 года против Декларации о государственном суверенитете Украины. Как вспоминает С.П. Цеков, против Декларации о государственном суверенитете Украины кроме него проголосовало всего два депутата Верховного Совета УССР.
29 ноября 1991 года, накануне референдума о независимости Украины, Сергей Цеков, являясь народным депутатом Украины от Крыма, призвал крымчан голосовать против Акта провозглашения независимости Украины.Это обращение было опубликовано 29 ноября 1991 года в газете «Крымская правда».
Является инициатором принятия целого ряда нормативно-правовых актов крымского парламента, направленных на «защиту законных прав и интересов русских и русскокультурных крымчан».
В апреле 1995 года, в должности Председателя Верховного Совета Крыма, С. Цеков выступил на заседании Государственной Думы с докладом о нарушении прав крымчан и ограничении Киевом полномочий Республики Крым. В ходе выступления он заявил о том, что «не может быть для России ситуация с Крымом только внутренним делом Украины — с точки зрения истории, национального состава Крыма и с точки зрения международного права». Это выступление было с неодобрением встречено украинскими властями, которые к тому времени (в марте 1995 года) уже отменили Конституцию Республики Крым от 1992 года и институт Президентства в Крыму.
Русская община Крыма инициировала чествование в Автономной Республике Крым целого ряда праздничных и памятных дат, связанных с историей России — 18 января — День воссоединения Руси (годовщина проведения Переяславской Рады); 19 апреля — День воссоединения Крыма с Россией (годовщина подписания Императрицей Екатериной Великой Манифеста о принятии острова Тамань и полуострова Крым под «Державу Российскую», 1783 год); 6 июня — День защиты русского языка (день рождения А. С. Пушкина, 1799 год); 9 сентября — День памяти воинов Русской армии, павших при Героической обороне Севастополя и в Крымской войне в 1854—1855 годах.
Благодаря Общине многие из этих дат стали отмечаться не только на общественном, но и на официальном уровне.
В 2010 году по инициативе Cергея Цекова принято постановление Верховного Совета Крыма о праздновании в Крыму, на республиканском уровне, годовщин Переяславской Рады.
День защиты русского языка в День рождения А. С. Пушкина Русская община Крыма отмечает с 1996 года. В 2011 году 6 июня стало официальным Днём русского языка в Российской Федерации.
Впоследствии (в 2018 году) Государственной Думой РФ был принят закон, в соответствии с которым День принятия Крыма, Тамани и Кубани в состав Российской империи — 19 апреля — стал памятной датой в России. Законопроект подготовила группа сенаторов во главе с председателем Совета Федерации Валентиной Матвиенко. С инициативой принятия закона выступил член Совета Федерации от Республики Крым Сергей Цеков.
В 2004—2005 годах возглавляемая Сергеем Цековым Русская община Крыма выступила одной из базовых общественно-политических сил в Крыму, которая оказала политическое сопротивление «Оранжевой революции». Заявив о «нелегитимности переголосования» второго тура президентских выборов, Русская община Крыма выступила организатором массовых, многотысячных митингов в Симферополе «против политико-правового беспредела в стране и незаконного прихода к власти Виктора Ющенко». Эти мероприятия проводились в условиях самоустранения от ситуации Крымской организации Партии регионов (недоступная ссылка).
С 2007 года, по инициативе Русской общины Крыма, в Крыму с 6 по 12 июня ежегодно проходит Международный фестиваль русской, славянской культуры «ВЕЛИКОЕ РУССКОЕ СЛОВО». Цели и задачи Фестиваля направлены на «развитие русской культуры, укрепление позиций русского языка в Крыму и на Украине, укрепление украинско-российской дружбы».
В 2008 году Сергей Цеков призвал коллегию Министерства образования и науки АР Крым не выполнять «украинизаторские» приказы министра образования и науки Украины Ивана Вакарчука. Стал одним из инициаторов принятия решения Верховного Совета АР Крым, в котором крымский парламент оспорил действия украинских министров, связанные с украинизацией школ и вузов полуострова[значимость факта?].
В 2008 году стал инициатором принятия обращения Верховного Совета АР Крым к Верховной Раде Украины с призывом признать независимость Абхазии и Южной Осетии.
В 2009 году по инициативе Сергея Цекова Верховный Совет АР Крым призвал руководство Украины не открывать американский представительский офис в Симферополе. В ходе встречи с чрезвычайным и полномочным послом США на Украине Уильямом Тейлором Сергей Цеков заявил, что существующая степень недоверия — прежде всего, в сфере российско-американских отношений — не позволяет крымчанам, большинство из которых относится к России как к своей исторической Родине и никогда не предадут её интересы, согласиться c открытием в Крыму «поста американского присутствия».
В 2011 году стал одним из инициаторов принятия постановления крымского парламента об активизации участия крымчан в укреплении Автономной Республики Крым[значимость факта?].
В 2012 году, после встречи с Верховным комиссаром ОБСЕ по делам национальных меньшинств Кнутом Воллебеком, Сергей Цеков заявил, что еврочиновник отказывается признавать факты «нарушения прав русских, русскоязычных граждан на Украине, несмотря на их очевидность», и выступает против повышения статуса русского языка на Украине. По мнению С. Цекова, «эти и предыдущие подобные высказывания и действия Кнута Воллебека можно расценить не иначе, как русофобские»[значимость факта?].
В 2012 году на заседании IV Всемирного конгресса российских соотечественников в Санкт-Петербурге Сергей Цеков предложил сделать Крым символическим субъектом Российской Федерации.
По его словам, на возвращение исторических названий улицам, переименованным в советский период, он потратил 15 лет своей политической жизни. Среди названий улиц, которые удалось вернуть - наименования центральных улиц г. Симферополя, связанные с именами российской императрицы Екатерины II и князя Г.А. Потёмкина.
21 июля 2023 года совместно с Екатериной Алтабаевой, Сергеем Колбиным и Ольгой Бас внёс в государственную думу Российской федерации законопроект "о лишении гражданства по рождению".

## Участие в аннексии Крыма
В 2013 году Сергей Цеков выступил категорическим противником Евромайдана в Киеве. В частности, 1 декабря он выступил с заявлением о поддержке действий милиции по наведению порядка на майдане Незалежности: «Действия демонстрантов носят провокационный характер и всё чаще напоминают попытку государственного переворота. Демонстранты, прибывшие в Киев из различных регионов Украины, открыто нарушают закон и общественный порядок, отказываются выполнять решения судов, препятствуют работе органов власти, штурмуют административные учреждения. В выступлениях ораторов „Евромайдана“ раздаются призывы к антиконституционным действиям».
В декабре 2013 — феврале 2014 гг Сергей Цеков принял участие в поездках спикера крымского парламента Владимира Константинова в Москву.
В декабре 2013 — феврале 2014 гг «Русская община Крыма» и партия «Русское единство», совместно с представителями казачества и организаций ветеранов-афганцев взяли на себя организационную роль в формировании народных дружин самообороны. 23 февраля произошло организационное оформление народных дружин, которые заявили о намерении охранять мир и спокойствие в Крыму.
26 февраля в Симферополе, у стен здания Верховного совета АР Крым, представители «Русской общины Крыма» приняли участие в митинге пророссийских организаций.
Сергей Цеков 25-26 февраля выступил одним из инициаторов отставки правительства Крыма во главе с Анатолием Могилёвым.
27 февраля в здании Верховного Совета АРК состоялась внеочередная сессия крымского парламента. В её организации принял активное участие Сергей Цеков. Крымские депутаты назначили проведение республиканского референдума о расширении полномочий автономии. Также был рассмотрен вопрос об отчёте Совета министров Крыма. В результате председателем крымского правительства вместо Анатолия Могилёва был назначен лидер партии «Русское Единство» Сергей Аксёнов. Сергей Цеков был назначен заместителем председателя Верховного Совета АР Крым.
В марте 2014 года Сергей Цеков принял участие в организации референдума о статусе Крыма.
Прокуратурой Автономной Республики Крым(продолжающей деятельность в Киеве )подозревается в государственной измене, в связи с чем объявлен в розыск.

## Награды
- Орден Александра Невского (27 февраля 2020 года) — за большой вклад в развитие парламентаризма и активную законотворческую деятельность[40].
- Орден Почёта (22 апреля 2014 года[41]).
- Орден Дружбы (28 октября 2009 года) — за большой вклад в развитие культурных связей с Российской Федерацией, сохранение и популяризацию русского языка и русской культуры[42].
- Почётный гражданин Республики Крым (17 февраля 2016 года) — за выдающиеся заслуги, достигнутые в государственной и общественной деятельности, значительный вклад в развитие Республики Крым, защиту конституционных прав и свобод жителей республики, плодотворную политическую деятельность, направленную на интеграцию Крыма в Российскую Федерацию[43].
- Орден «За верность долгу» (Республика Крым, 13 марта 2015 года) — за заслуги в период организации референдума о государственной принадлежности Крыма[44].
- Знак отличия Автономной Республики Крым «За верность долгу» (19 сентября 2013 года) — за значительный личный вклад в социально-экономическое и культурное развитие Автономной Республики Крым, плодотворную общественно-политическую деятельность, многолетний добросовестный труд, высокий профессионализм и в связи с 60-летием со дня рождения[45].
- Заслуженный работник местного самоуправления АРК (2008 год).
- Благодарность Мэра Москвы (19 октября 2007 года) — за большой вклад в развитие связей с исторической Родиной, пропаганду российских культурных и духовных ценностей[46].
- Орден дружбы (награда Донецкой Народной Республики) (2017 год) — за особые заслуги в укреплении дружбы и сотрудничества между народами, повышении авторитета Донецкой Народной Республики за рубежом, за содействие в укреплении мира и дружественных отношений между государствами, широкую благотворительную и гуманитарную деятельность.
- Орден Почёта (Южная Осетия, 26 августа 2023 года) — за большой вклад в развитие сотрудничества между Республикой Южная Осетия и Российской Федерацией[47].
- Орден Дружбы Республики Южная Осетия (23 июня 2021 года) в соответствии с Указом Президента Республики Южная Осетия[48].
- Медаль «В ознаменование 10-летия Победы в Отечественной войне народа Южной Осетии» (21 августа 2018 года, Южная Осетия) — за вклад в развитие и укрепление дружественных отношений между народами и в связи с празднованием 10-й годовщины признания Российской Федерацией Республики Южная Осетия в качестве суверенного и независимого государства[49].
- Медаль «За освобождение Крыма и Севастополя» (17 марта 2014 года) — за личный вклад в дело по возвращению Крыма в Россию[50].
- Премия «Соотечественник года-2006» — за личный вклад в общественно-политическую деятельность на благо российских соотечественников[51].

## Международные санкции
17 марта 2014 года, из-за аннексии Крыма, включён Евросоюзом в санкционный список лиц, у которых в ЕС замораживаются активы и в отношении которых введены визовые ограничения:

Цеков инициировал, совместно с Сергеем Аксеновым, незаконную отставку правительства Автономной "Республика Крым". Он привлек к этому Владимира Константинова, угрожая ему увольнением. Он публично признал, что депутаты парламента Крыма были инициаторами приглашения российских солдат для захвата Верховной Рады Крыма. Он был одним из первых крымских лидеров, который публично требовал аннексии Крыма Россией— «Официальный журнал Европейского союза», Брюссель, 17 марта 2014 года
9 марта 2022 года, на фоне вторжения России на Украину, внесён в санкционный список всех стран Европейского союза так как он голосовал за ратификацию договоров о дружбе с самопровозглашёнными ЛНР и ДНР.
24 марта 2022 года внесён в санкционный список Канады «соратников режима» за «содействие в нарушения суверенитета и территориальной целостности Украины»
7 сентября 2022 года попал под санкции Украины за «политическую и экономическую поддержку незаконным попыткам России аннексировать суверенную украинскую территорию путем проведения фиктивных референдумов».
30 сентября 2022 года внесён санкционный список Соединенных Штатов Америки «за аннексию Путиным регионов Украины» и одобрения «закона о фейках». Государственный департамент отмечает что сенаторы  «проголосовали за одобрение просьбы Путина о вводе войск в Украину, что послужило неоправданным предлогом для полномасштабного вторжения России в Украину».
По аналогичным основаниям, был включён в санкционные списки Великобритании, Швейцарии, Австралии, Украины, Японии и Новой Зеландии.

## Высказывания
- Из выступления С. П. Цекова в Европарламенте, на II форуме «Европейский Союз и Россия: новые вызовы» (г. Брюссель, 8 декабря 2008 г.): «В целом политику Украины в Крыму можно охарактеризовать как политику этноцида по отношению к русским и русскокультурным гражданам… Если в Абхазии и Южной Осетии нарастали антигрузинские и сепаратистские настроения, а в Крыму нарастают антиукраинские, то это результат той политики, которую проводили и проводят центральные органы власти Грузии и Украины по отношению к автономиям в их составе. Это политика полного игнорирования прав граждан проживающих в Автономиях… Возникает вопрос: если государство осуществляет насилие над частью своей территории, если унижает достоинство и игнорирует общепризнанные права человека, интересы граждан, осуществляет политику этноцида на этой территории, то так ли плох сепаратизм? Сепаратизм, как защитная реакция, как ответ на насилие центра по отношению к региону. В конце концов, почему сепаратизм бывших республик Советского Союза (в котором никакого насилия над республиками не было) — это хорошо, а сепаратизм Абхазии и Южной Осетии в Грузии, которая развязала против автономий несколько войн, — это плохо? Почему Косово имеет право на независимость, а Крым, населённый на 3/4 русскими по национальности и русскими по языку и культуре, такого права не имеет?»[63].
- Это высказывание С. П. Цекова процитировала американская газета «New York Times» в августе 2009 года: «Центральные власти на Украине провоцируют жителей Крыма. Они относятся к нам, как Грузия относилась к абхазам и осетинам. Они считают, что мы забудем наши корни, наш язык, нашу историю, наших героев. Чтобы думать, что мы так поступим, надо быть дураком. К сожалению, Украиной сейчас правят именно дураки»[64][65].
- Отвечая на вопрос читателей ИА «Новый регион» «Как можно так не любить страну, в которой живёте?», Сергей Цеков отметил: «А как можно уважать страну, которая не любит меня — русского, русскокультурного человека, живущего на родной земле. На протяжении 18 лет эта страна, вернее её политическая элита (с трудом поворачивается язык называть эту коррумпированную, скандальную верхушку украинского общества — элитой) совершает насилие над нами, — русскими, русскокультурными людьми, и мы отвечаем ей тем же. Она не любит нас, соответственно, мы не любим её»[66].
- Из выступления Сергея Цекова перед участниками торжественного сбора граждан в городе Симферополе, посвящённого 356-й годовщине воссоединения Украины с Россией (2010 год): «За „Русским единством“ — будущее Крыма. За теми, кто стоит на этой площади, — будущее Украины, России и Белоруссии. Я уверен, что здесь, на этой площади, среди нашей молодёжи, находятся Богданы Хмельницкие и сторонники Богдана Хмельницкого. Мы приближаем день нашего единства и нашего общего праздника, день величия нашего единого, мощного, процветающего Отечества»[67].
- 25 февраля 2014 года сделал следующее заявление о возможном вторжении России в Крым на фоне Евромайдана: «Слухи о том, что Путин введет в Крым войска – ерунда! Хотя, это возможно только в одном случае: если эти дебилы, которые сидят в Киеве, будут лезть в Крым и пытаться навязывать здесь свой порядок. Если они развяжут войну, то пусть сами себе зададут вопрос, как в этой ситуации будет действовать Россия»[68].